# Japanagromyza jamaicensis
Japanagromyza jamaicensis är en tvåvingeart som beskrevs av Spencer 1963. Japanagromyza jamaicensis ingår i släktet Japanagromyza och familjen minerarflugor. Inga underarter finns listade i Catalogue of Life.